# Luis Ignacio Rois Alonso

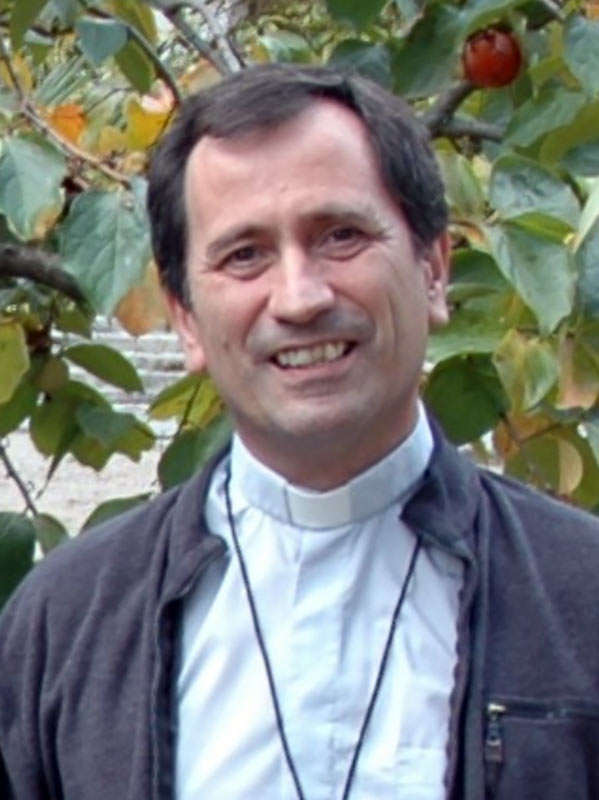
Pater Luis Ignacio Rois Alonso OMI

Luis Ignacio Rois Alonso OMI (* 4. Dezember 1963 in Madrid) ist ein spanischer Ordenspriester und seit 29. September 2022 der 14. Generalobere der Oblaten der Unbefleckten Jungfrau Maria.
Er gehört der katholischen Ordensgemeinschaft der Oblaten seit 1982 an, als er seine ersten Gelübde ablegte. Die ewigen Gelübde folgten 1985, bevor ihm am 21. Mai 1988 die Priesterweihe gespendet wurde.  Er war zunächst für die Berufungen der spanischen Ordensprovinz zuständig (1988–1992), war in der Pfarrseelsorge tätig und leitete das Scholastikum in Pozuelo (1996–1999).  Von 2000 bis 2004 war Pater Luis Ignacio Rois Alonso Provinzial der spanischen Ordensprovinz, bevor er von 2004 bis 2016 für zwei Amtsperioden als Generalrat für Europa in der Ordensleitung tätig war.  Anschließend folgte die Versetzung in die Mittelmeerprovinz des Ordens, wo er von 2017 bis 2022 als Missionar in der Westsahara eingesetzt war.
Am 29. September 2022 wurde er vom Generalkapitel der Oblaten in Nemi zum Generaloberen gewählt. Er folgt damit auf Pater Louis Lougen.
Am 8. Juni 2024 wurde er von Papst Franziskus als Mitglied in das Dikasterium für die Evangelisierung berufen.